# Reyes LFA
Los Reyes es un equipo mexicano de fútbol americano de la Liga de Fútbol Americano Profesional de México (LFA), con sede en la Ciudad de Guadalajara, fue uno de los dos equipos de expansión para la temporada 2022 de liga.
Durante sus dos primeras temporadas sus juegos como local fueron en el Estadio Tres de Marzo y La Fortaleza Azul, . Actualmente juegan en el estadio Reyes Comude en la ciudad de Guadalajara.
El equipo jalisciense portará colores azules y amarillos, que son los mismos colores del estado de Jalisco.

## Historia
El equipo fue fundado en diciembre de 2022 con el nombre de "Reyes", esto por su relación con la historia de la ciudad, además por ser un estado con diversos campeones en diferentes disciplinas. Fueron uno de los tres equipos de expansión de la Liga para 2022, tomaron los colores de la ciudad Azul y amarillo para portar en su equipación. Inicialmente jugaban en el estadio 3 de Marzo de la universidad autónoma de Guadalajara, para la segunda temporada se mudaron al estadio La Fortaleza Azul del Tecnológico de Monterrey Campus Guadalajara. Para la tercera temporada su casa será en el Estadio Reyes COMUDE ubicado en C. San Ignacio 2390, Margarita Maza de Juárez, 44300 Guadalajara, Jal

### Reyes Coach Ernesto Alfaro

#### Temporada 2022
En su primera temporada, bajo la dirección del entrenador Ernesto Alfaro obtuvo un récord de 3-3 en temporada regular, sin embargo, debido al sistema de competencia clasificó a postemporada como lugar 5. En juego de Comodines Reyes cayo frente a Raptors de Naucalpan por 26-6 terminando así su temporada. Durante la temporada tuvieron jugadores Destacados en diferentes departamentos como el líder de tacleadas, el líder de corredor, el líder de capturas y al líder receptor.

## Estadísticas
| Temporada | Entrenador     | Temporada Regular | Temporada Regular | Temporada Regular | Postemporada | Postemporada | Postemporada                       |
| Temporada | Entrenador     | Récord            | Cociente          | Resultado         | Récord       | Cociente     | Resultado                          |
| --------- | -------------- | ----------------- | ----------------- | ----------------- | ------------ | ------------ | ---------------------------------- |
| 2022      | Ernesto Alfaro | 3-3               | 0.500             | 5.º clasificado   | 0-0          | 0.000        | Eliminado en comodines por Raptors |
| 2023      | Ernesto Alfaro | 7-3               | 0.700             | 3.º clasificado   | 1-1          | 0.500        | Eliminado en semifinales por Dinos |
| 2024      | Carlos Rosado  | 0-0               | 0.000             | -                 | -            | -            | -                                  |

## Jugadores

### Plantel actual
Roster de la temporada actual.

## Uniforme
El uniforme de los Reyes se caracteriza por ser uno de los mejores que hay dentro de la LFA, con un diseño simple en color azul y el alternativo en blanco, además de que en algunas ocasiones se usaron diferentes combinaciones, donde resalta el color amarillo.  

### Uniformes anteriores
- 2022

Primeros Uniformes
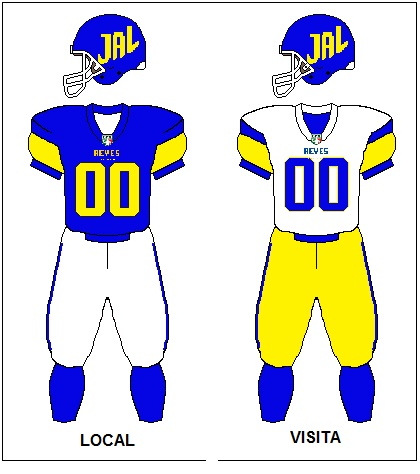
Temporada 2022

- 2023

Uniformes Actuales
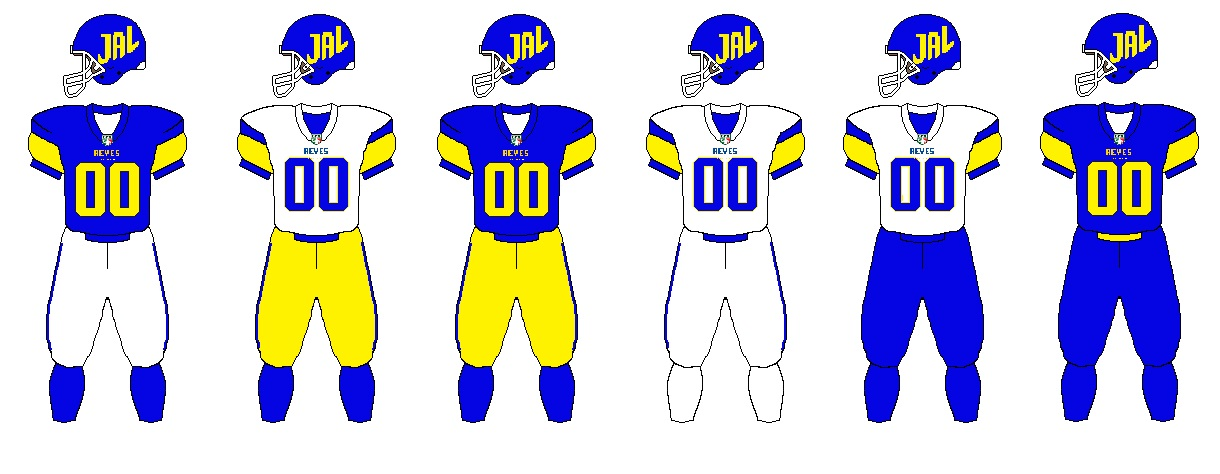
Temporada 2023

### Indumentaria
A continuación se enumeran en orden cronológico el fabricante de las indumentarias del club que ha tenido desde 2022.
| Período | Proveedor  |
| ------- | ---------- |
| 2022-   | CDR Sports |

## Instalaciones

### Estadio Tres de Marzo
El Estadio Tres de Marzo es un estadio de fútbol situado en Zapopan, Jalisco, México, municipio que forma parte de la Zona Metropolitana de Guadalajara. También se practica el futbol americano Profesional y colegial. Posee una capacidad para 18.750 personas, está construido dentro del campus de la Universidad Autónoma de Guadalajara.
Fue la casa de los Reyes durante su temporada debut en la LFA.

### Estadio La Fortaleza Azul
El Estadio La Fortaleza Azul es un estadio de fútbol situado en Zapopan, Jalisco, México, municipio que forma parte de la Zona Metropolitana de Guadalajara. También se practica el futbol americano colegial. Posee una capacidad para 1.500 personas para los juegos de colegial y de 5,000 personas para los juegos de profesional, está construido dentro del Tecnológico de Monterrey campus de Guadalajara.
Actualmente es la casa de los Reyes en la LFA.